# Saison 2019-2020 de l'AS Nancy-Lorraine
Maillots
Dernière mise à jour : 30 octobre 2019.
Chronologie
Saison précédente Saison suivante
La saison 2019-2020 de l'Association sportive Nancy-Lorraine voit le club s'engager dans trois compétitions que sont la Ligue 2, la Coupe de France et la Coupe de la Ligue. 
Jean-Louis Garcia prend place sur le banc Rouge et Blanc en remplacement d'Alain Perrin, l'homme qui a sauvé l'ASNL de la relégation en National lors du dernier exercice de Domino's Ligue 2.
À la suite de la Pandémie de Covid-19, le championnat de Ligue 2 est suspendu le 13 mars 2020.
Il est par la suite arrêté le 30 avril 2020 par la Ligue de Football Professionnel.

## Résumé de la saison
Durant l'intersaison, la Direction nationale du contrôle de gestion (DNCG) rétrograde administrativement l'ASNL en National le 12 juin 2019 en raison d'un important déficit. Devant la commission d'appel, le club apporte les garanties financières suffisantes, notamment grâce à un réinvestissement massif de l'actionnaire principal Jacques Rousselot, et la DNCG annule le 2 juillet 2019 la rétrogradation en National.
L'ASNL repart ainsi en Ligue 2 pour la saison 2019-2020, avec un encadrement de la masse salariale. Pour remplacer Alain Perrin, Jean-Michel Roussier nomme le 29 mai 2019 Jean-Louis Garcia, ancien gardien du club de 1988 à 1991, au poste d'entraîneur. L'effectif est grandement renouvelé, mais le club obtient la reconduction du prêt pour un an de Vagner Dias. L'équipe occupe à l'issue des matchs aller la 9e place en enregistrant pas moins de 12 matchs nuls pour seulement 5 victoires. Sans son attaquant Vagner Dias, auteur de 7 buts mais blessé lors de la 16e journée, le club doit à nouveau lutter pour assurer son maintien. Le 25 février 2020, Jean-Michel Roussier annonce par ailleurs quitter ses fonctions de président. Jacques Rousselot reprend ainsi les commandes du club, regrettant un mauvais timing dans le départ de son prédécesseur alors que le projet de cession de l'ASNL est en passe de se concrétiser.
Le confinement lié à la pandémie de Covid-19 entraîne toutefois la suspension puis l'arrêt définitif des championnats sportifs français sur décision du gouvernement, et l'ASNL achève ainsi à la 12e place une saison 2019-2020 écourtée au bout de 28 journées. Durant cette période, Jacques Rousselot annonce que la cession du club aurait dû se finaliser le 31 mars 2020, mais que les négociations sont suspendues. 

## Avant-saison

### Mercato estival
Lors de ce mercato d'été 2019, l'effectif professionnel a été profondément renouvelé sous l'impulsion Jean-Michel Roussier. Le club enregistre quatorze départs et douze arrivées de joueurs. L'objectif étant de ne plus vivre une nouvelle saison difficile sur le plan sportif. À la suite de la relégation de l'ASNL en Ligue 2 depuis la saison 2017-2018, les deux précédentes saisons ont été marquées par un maintien obtenu in extremis.
| Nom                    | Nationalité                      | Poste     | Transfert      | Provenance/Destination | Division           |
| ---------------------- | -------------------------------- | --------- | -------------- | ---------------------- | ------------------ |
| Arrivées               |                                  |           |                |                        |                    |
| Baptiste Valette       | France                           | Gardien   | Transfert      | Nîmes Olympique        | Ligue 1            |
| Martin Sourzac         | France                           | Gardien   | Transfert      | Nîmes Olympique        | Ligue 1            |
| Souleymane Karamoko    | France                           | Défenseur | Transfert      | Paris FC               | Ligue 2            |
| Hervé Lybohy           | France                           | Défenseur | Transfert      | Nîmes Olympique        | Ligue 1            |
| Edmond Akichi          | Côte d'Ivoire                    | Milieu    | Transfert      | Paris FC               | Ligue 2            |
| Kenny Rocha Santos     | Cap-Vert                         | Milieu    | Transfert      | AS Saint-Étienne       | Ligue 1            |
| Dorian Bertrand        | France                           | Milieu    | Transfert      | Angers SCO             | Ligue 1            |
| Ousmane Cissokho       | Sénégal                          | Attaquant | Transfert      | US Orléans             | Ligue 2            |
| Vagner Dias Goncalves  | Cap-Vert                         | Attaquant | Prêt           | AS Saint-Étienne       | Ligue 1            |
| Makhtar Gueye          | Sénégal                          | Attaquant | Prêt           | AS Saint-Étienne       | Ligue 1            |
| Ande Dona Ndoh         | Cameroun                         | Attaquant | Transfert      | Chamois Niortais FC    | Ligue 2            |
| Grégoire Lefebvre      | France                           | Milieu    | Transfert      | Red Star FC            | Ligue 2            |
| Départs                |                                  |           |                |                        |                    |
| Sergey Chernik         | Biélorussie                      | Gardien   | Fin de contrat | BATE Borisov           | Vycheïchaïa Liha   |
| Nicolas Saint-Ruf      | France                           | Défenseur | Fin de contrat | US Orléans             | Ligue 2            |
| Modou Diagne           | Sénégal                          | Défenseur | Fin de contrat | Sporting de Charleroi  | Jupiler Pro League |
| Pape Paye              | France                           | Défenseur | Fin de contrat | FC Sochaux-Montbéliard | Ligue 2            |
| Wilfried Moimbé-Tahrat | France                           | Défenseur | Fin de contrat | Minnesota United FC    | MLS                |
| Jérémy Clément         | France                           | Milieu    | Fin de contrat | FC Bourgoin-Jallieu    | National 3         |
| Abou Ba                | France                           | Milieu    | Transfert      | FC Nantes              | Ligue 1            |
| Laurent Abergel        | France                           | Milieu    | Transfert      | FC Lorient             | Ligue 2            |
| Patrik Eler            | Slovénie                         | Attaquant | Transfert      | SC Austria Lustenau    | 2. Liga            |
| Danilson da Cruz       | Cap-Vert                         | Milieu    | Fin de contrat | US Concarneau          | National           |
| Guy-Roland Ndy Assembe | Cameroun                         | Gardien   | Fin de contrat | -                      | -                  |
| Alexis Busin           | France                           | Attaquant | Fin de contrat | -                      | -                  |
| Junior Dalé            | France                           | Attaquant | Fin de contrat | -                      | -                  |
| Christopher Maboulou   | République démocratique du Congo | Attaquant | Fin de contrat | -                      | -                  |

### Stage de préparation
Pour préparer cette saison 2019-2020 en Ligue 2, l'ASNL effectue un stage en Alsace à Molsheim du 1er au 10 juillet. Au programme : entraînements intensifs, travail de renforcement musculaire, ou encore tests VMA.
Le nouveau gardien, Baptiste Valette, a rejoint l'équipe alors que le stage avait déjà commencé. Au contraire, plusieurs autres joueurs recrutés après la fin du stage n'y ont pas participé, notamment Dorian Bertrand, Martin Sourzac ou encore Vagner Dias. Ernest Seka n'a pas pu effectuer la préparation, étant retenue avec la sélection nationale de Guinée à la Coupe d'Afrique des nations de football 2019.
Ce stage a permis au nouvel entraîneur Jean-Louis Garcia d’appréhender son nouveau groupe et d'effectuer des ajustements tactiques, en vue de la reprise du championnat le 26 juillet. 

## Saison 2019-2020

### Ligue 2

#### Classement
Extrait du classement de Ligue 2 2019-2020
| Rang | Équipe                 | Pts | J  | G | N  | P  | Bp | Bc | Diff |
| ---- | ---------------------- | --- | -- | - | -- | -- | -- | -- | ---- |
| 10   | FC Chambly Oise P      | 35  | 28 | 9 | 8  | 11 | 26 | 32 | −6   |
| 11   | AJ Auxerre             | 34  | 28 | 8 | 10 | 10 | 31 | 30 | +1   |
| 12   | AS Nancy Lorraine      | 34  | 28 | 6 | 16 | 6  | 27 | 26 | +1   |
| 13   | SM Caen R              | 34  | 28 | 8 | 10 | 10 | 33 | 34 | −1   |
| 14   | FC Sochaux-Montbéliard | 34  | 28 | 8 | 10 | 10 | 28 | 30 | −2   |

## Classements internes

### Tous les buteurs de l'équipe professionnelle
| Place | Nom                   | Ligue 2 | Coupe de France | Coupe de la Ligue | Amical | TOTAL des BUTS |
| 1     | Amine Bassi           | -       | -               | -                 | 2      | 2 buts         |
| -     | Ande Dona Ndoh        | -       | -               | -                 | 2      | 2 buts         |
| -     | Malaly Dembélé        | -       | -               | -                 | 2      | 2 buts         |
| 2     | Samir Bouzar          | -       | -               | -                 | 1      | 1 but          |
| -     | Vagner Dias Goncalves | 1       | -               | -                 | -      | 1 but          |
| Total | 5 buteurs             | 1 but   | 0 but           | 0 but             | 7 buts | 8 buts         |

### Tous les passeurs décisifs de l'équipe professionnelle
| Place | Nom                 | Ligue 2 | Coupe de France | Coupe de la Ligue | Amical | TOTAL des PASSES DECISIVES |
| 1     | Mons Bassouamina    | -       | -               | -                 | 2      | 2 passes décisives         |
| 2     | Amine Bassi         | -       | -               | -                 | 1      | 1 passe décisive           |
| -     | Ousmane Cissokho    | -       | -               | -                 | 1      | 1 passe décisive           |
| -     | Vincent Marchetti   | -       | -               | -                 | 1      | 1 passe décisive           |
| Total | 4 passeurs décisifs |         |                 |                   |        |                            |

### Tous les joueurs avertis de l'équipe professionnelle
| Place | Nom                    | Ligue 2        | Coupe de France | Coupe de la Ligue | Amical           | TOTAL des CARTONS JAUNES |
| 1     | Ande Dona Ndoh         | 1              | -               | -                 | -                | 1 carton jaune           |
| -     | Abdelhamid El Kaoutari | -              | -               | -                 | 1                | 1 carton jaune           |
| -     | Serge N'Guessan        | -              | -               | -                 | 1                | 1 carton jaune           |
| Total | 3 joueurs avertis      | 1 carton jaune | 0 carton jaune  | 0 carton jaune    | 2 cartons jaunes | 3 cartons jaunes         |

### Tous les joueurs exclus de l'équipe professionnelle
| Place | Nom              | Ligue 2        | Coupe de France | Coupe de la Ligue | Amical         | TOTAL des CARTONS ROUGES |
| -     | -                | -              | -               | -                 | -              | 0 carton rouge           |
| Total | 0 joueurs exclus | 0 carton rouge | 0 carton rouge  | 0 carton rouge    | 0 carton rouge | 0 carton rouge           |